# Петроградські Гавроші
«Петроградські Гавроші» (рос. «Петроградские Гавроши») — радянський художній фільм, поставлений на Кіностудії «Ленфільм» у 1987 році режисером  Сергієм Снєжкиним.

## Сюжет
Хроніка жовтневих днів 1917 року, що стали вирішальними для хлопців з сирітського притулку, які взяли участь у революційних подіях Петрограда.

## У ролях
- Адольф Ільїн — Тулла
- Андрій Александров — Афоня
- Дмитро Аліфатов — Дорожкін
- Сергій Балабонін — Казанков
- Сергій Балаболенков — Гангрена
- Сергій Голощапов — Васильков
- Олексій Єфімов — Пушок
- Дмитро Кузьмін — Найдьонов
- Денис Макродченко — Татарников
- Коля Макродченко — Фітюлька
- Михайло Манцеров — Кляча
- Сергій Паршаков — Верста
- Віталій Раскопін — Костиль
- Миша Скородумов — М'ясо
- Сергій Стеценко — Сироткін
- Андрій Туманін — Муха
- Сергій Ужинський — Піклувальник
- Віктор Ходирєв — Вухо
- Сергій Шутов — Японець

## Знімальна група
- Автори сценарію —  Валерій Мнацаканов,  Сергій Снєжкін
- Режисер-постановник —  Сергій Снєжкин
- Оператор-постановник — Євген Гуревич
- Художник-постановник —  Олексій Рудяков
- Композитор —  Олександр Кнайфель